# Lejeunea dimorpha
Lejeunea dimorpha là một loài Rêu trong họ Lejeuneaceae. Loài này được T. Kodama mô tả khoa học đầu tiên năm 1976.